# Rio Fetiţa (Voievodu)
O Rio Fetiţa é um rio da Romênia, afluente do Voievodu, localizado no distrito de Hunedoara.